# 堀口健治
堀口 健治（ほりぐち けんじ、1942年6月19日 - ）は、日本の経済学者。早稲田大学名誉教授。日本農業経営大学校校長。専門は経済学。特に、農業経済学・農業政策を研究。

## 経歴
出典：
朝鮮仁川出身。麻布高校を経て、1965年に早稲田大学第一政治経済学部政治学科を卒業。1968年に東京大学大学院農学系研究科博士課程を中退。1982年、東京大学にて農学博士を受く。博士論文は「土地資本に関する研究」。
1968年に鹿児島大学水産学部助手。1969年に同水産学部専任講師。1973年に鹿児島大学水産学部専任講師、1977年に東京農業大学農学部農業経済学科専任講師。1982年に同農学部農業経済学科助教授、1988年に東京農業大学農学部農業経済学科教授・学科長などを経て、1991年に早稲田大学政治経済学部教授に就任。1998年から2002年まで同学部長を務めた後、2002年から2010年まで早稲田大学常任理事・副総長を務めた。なお2002年から2004年まで日本農業経済学会会長。またこの間、1982年から1983年までイリノイ州立大学の客員教授を兼任した。2013年に早稲田大学名誉教授。明海大学経済学部経済学科客員教授。2015年から日本農業経営大学校校長。
早稲田大学ボランテイアセンターの設立に貢献し（2007-2007年同所長）、農林中金・農中総研の寄附講座をベースに共著『書を持って農村へ行こう』（早稲田大学出版部、2011年）をまとめた。早稲田大学オープンカレッジが提供する「くらしと健康」講座群の中の、「ベランダで始めよう、有機農業とガーデニング」をサポートするベランダ農業組合会長、山形県高畠町の屋代村塾および同県寒河江市の葉山村塾の塾長も務める。
ロシア語も堪能で共訳書『失われた世界 脳障害者の手記』（海鳴社、1980年）をはじめ、数多くの監訳論文も手掛ける。

## 著書
- 『土地資本論』農林統計協会、1984年

### 共編著
- 竹中久二雄共編『高まる輸入原料依存と地域農業の空洞化』御茶の水書房、1987年
- 小野征一郎共編『日本農業の経済分析 縮小と再編の論理』農林統計協会、1992年
- 豊田豊ほか共著『食料輸入大国への警鐘』農山漁村文化協会、1993年[注 1]
- 松田藤四郎ほか共編『水田農業の経営革新をはかる』同文舘出版、1994年
- 福田耕治と共編『EU政治経済統合の新展開』早稲田大学出版部、2004年
- 加藤基樹共編『書を持って農村へ行こう 早稲田発・農山村体験実習のすすめ』早稲田大学出版部、2011年
- 『再生可能資源と役立つ市場取引』編著、御茶の水書房、2014年
- 『日本の労働市場開放の現況と課題 農業における外国実習生の重み』編著、筑摩書房、2017年

翻訳
- アレクサンドル・ルリヤ著/杉下守弘と共訳『失われた世界 脳損傷者の手記』海鳴社、1980年